# Doug Buffone
Douglas John Buffone (Yatesboro, 27 giugno 1944 – Chicago, 20 aprile 2015) è stato un giocatore di football americano statunitense che ha militato nel ruolo di linebacker per tutta la carriera con i Chicago Bears della National Football League (NFL).
Era il figlio di un minatore di carbone originario della provincia di Cosenza. Frequentò la Shannock Valley High School a Rural Valley (PA).

## Palmarès
- 100 greatest Bears of All-Time